# Dyckia choristaminea
Dyckia choristaminea är en gräsväxtart som beskrevs av Carl Christian Mez. Dyckia choristaminea ingår i släktet Dyckia och familjen Bromeliaceae. Inga underarter finns listade i Catalogue of Life.